# Inégalité matricielle linéaire
Pour les articles homonymes, voir LMI.
En optimisation convexe, une inégalité matricielle linéaire (linear matrix inequality, ou LMI) est une expression de la forme
{\displaystyle LMI(y):=A_{0}+y_{1}A_{1}+y_{2}A_{2}+\cdots +y_{m}A_{m}\succeq 0\,}
où
- {\displaystyle y=[y_{i}\,,~i\!=\!1\dots m]} est un vecteur réel,
- {\displaystyle A_{0}\,,A_{1}\,,A_{2}\,,\dots \,A_{m}} sont dans l'ensemble {\displaystyle S_{n}(\mathbb {R} )} des  matrices symétriques,
- {\displaystyle B\succeq 0} signifie que {\displaystyle B} est une matrice semi-définie positive appartenant au sous-ensemble {\displaystyle S_{n}^{+}(\mathbb {R} )} de l'ensemble des matrices symétriques {\displaystyle S_{n}(\mathbb {R} )}.

En toute rigueur, l'inégalité matricielle proposée ci-dessus est en réalité affine en {\displaystyle y}, en raison du terme {\displaystyle A_{0}}. On parle cependant d'inégalité matricielle linéaire par abus de langage, même lorsque {\displaystyle A_{0}\neq 0}.
- Si {\displaystyle A_{0}\neq 0}, l'inégalité matricielle affine {\displaystyle LMI(y)\succeq 0} caractérise un ensemble convexe selon {\displaystyle y}.
- Si {\displaystyle A_{0}=0}, l'inégalité matricielle linéaire {\displaystyle LMI(y)\succeq 0} caractérise un cône convexe selon {\displaystyle y}.

Dans le cas des inégalités matricielles stricte, on note {\displaystyle B\succ 0}, ce qui signifie alors que {\displaystyle B} est une matrice définie positive appartenant au sous-ensemble {\displaystyle S_{n}^{++}(\mathbb {R} )} de l'ensemble des matrices symétriques {\displaystyle S_{n}(\mathbb {R} )}. Les notations {\displaystyle \succeq } et {\displaystyle \succ } dénotent l'ordre de Loewner (en) (respectivement non-strict et strict) sur l'ensemble des matrices symétriques {\displaystyle S_{n}(\mathbb {R} )}.

## Résolution des LMI
Il existe des méthodes numériques de résolution des LMI performantes pour déterminer notamment leur faisabilité (i.e., s'il existe au moins un vecteur {\displaystyle y} tel que {\displaystyle LMI(y)\succeq 0}), ou pour effectuer une optimisation convexe sous contrainte LMI. La résolution de LMI s'effectue généralement en reformulant le problème sous la forme d'un problème d’optimisation SDP.
Un résultat important en optimisation convexe provient de l'introduction de la méthode du point intérieur. Cette méthode et ses dérivées ont été développées dans une série de publications et sont devenues le centre de l'attention dans le contexte de la résolution des problèmes LMI, notamment dans les travaux de Yurii Nesterov et Arkadii Nemirovskii.

## Applications
De nombreux problèmes d'optimisation en théorie du contrôle, identification de système et traitement du signal peuvent être formulés grâce à des LMI.